# Discias serratirostris
Discias serratirostris is een garnalensoort uit de familie van de Disciadidae. De wetenschappelijke naam van de soort is voor het eerst geldig gepubliceerd in 1949 door Lebour.